# Eucalastacus torbeni
Eucalastacus torbeni är en kräftdjursart som beskrevs av Sakai 1992. Eucalastacus torbeni ingår i släktet Eucalastacus och familjen Calocarididae. Inga underarter finns listade i Catalogue of Life.